# Филенко, Анастасия Сергеевна
Анастасия Сергеевна Филенко (1 ноября 1990, Украинская ССР) — украинская футболистка, защитница. Выступает за сборную Украины и клуб «Жилстрой-2».

## Биография
Воспитанница клуба «Жилстрой-2» (Харьков), первый тренер — Евгений Викторович Погорелов. В начале взрослой карьеры выступала за клубы высшей лиги Украины — «Заря-Спартак» (Луганск), «Легенда» (Чернигов), «Дончанка» (Донецк), «Ильичёвка» (Мариуполь). Становилась серебряным и бронзовым призёром чемпионатов Украины.
В начале 2013 года перешла в российский клуб «Дончанка» (Азов). Дебютный матч в чемпионате России сыграла 25 апреля 2013 года против «Россиянки», отыграв все 90 минут. За календарный год спортсменка сыграла 21 матч в высшей лиге, а её команда по итогам осеннего чемпионата 2013 года покинула высший дивизион. В 2014 году футболистка выступала в другом российском клубе — «Мордовочка» (Саранск), где провела 13 матчей, этот клуб по окончании сезона также покинул высшую лигу.
В 2015—2016 годах выступала в чемпионате Белоруссии за клуб «Надежда-Днепр» (Могилёв). В 2017 году перешла в эстонский клуб «Пярну», с которым стала чемпионкой Эстонии и обладательницей Суперкубка страны. В чемпионате Эстонии сыграла 13 матчей и забила 3 гола. С 2018 года играет за литовский клуб «Гинтра Университетас», с которым стала чемпионом Литвы 2018 года. В составах «Пярну», «Гинтры», а также в черниговской «Легенде» (в 2011 году) выступала в еврокубках.
Вызывалась в молодёжную сборную Украины, участница чемпионата Европы среди 19-летних в 2009 году. В составе национальной сборной Украины сыграла не менее 14 матчей в отборочных турнирах чемпионатов мира и Европы, а с учётом товарищеских — не менее 35 матчей.